# Desfourský palác
Jako Desfourský palác je označován neoklasicistní obytný dům palácového typu, který stojí v Praze na Novém Městě čp. 1023/21 v ulici Na Florenci. Dům vyniká zejména výzdobou v interiéru. Od roku 1980 je kulturní památkou.

## Historie
Trojpatrový řadový nárožní dům s dvěma patry klenutých sklepů byl postaven na pozemku dřívější zahrady Václava Teisingera (1758–1831) v letech 1845–1847, architektem byl Josef Kranner. Ještě jako rozestavěný ho od podnikatele Alberta Kleina von Wiesenberg v roce 1847 koupil šlechtic Franz Desfours-Walderode a výsledkem jeho zásahu do projektu byla zejména bohatá vnitřní výzdoba v některých částech domu. Na vnitřní výzdobě se podíleli malíř Karel Nacovský a sochař a štukatér Ferdinand Pischelt. Část domu sloužila jako sídlo majitele při jeho pobytu v Praze, část sloužila jako nájemní dům. V zahradě u domu byl postaven novorenesanční skleník s kupolí. Marie Anna, vdova po Franzovi Desfours-Walderodovi, dům v roce 1878 prodala.
V roce 1951 byl zbourán skleník v zahradě, v roce 1983 bylo zbořeno západní křídlo paláce kvůli výstavbě tiskárny Rudého práva. Od 90. let 20. století je objekt prázdný a v zanedbaném stavu. V roce 1983 se dokonce uvažovalo o demolici celého objektu v souvislosti s plánovanou výstavbou magistrály. V roce 1995 byl palác převeden do vlastnictví hlavního města Prahy, správa města však pro něj nenašla využití. Podle studie z roku 2016 by dům mohl být využit pro potřeby nedalekého Muzea hl. m. Prahy. O převodu objektu pod muzeum rozhodli pražští radní v červenci 2020.

## Interiér

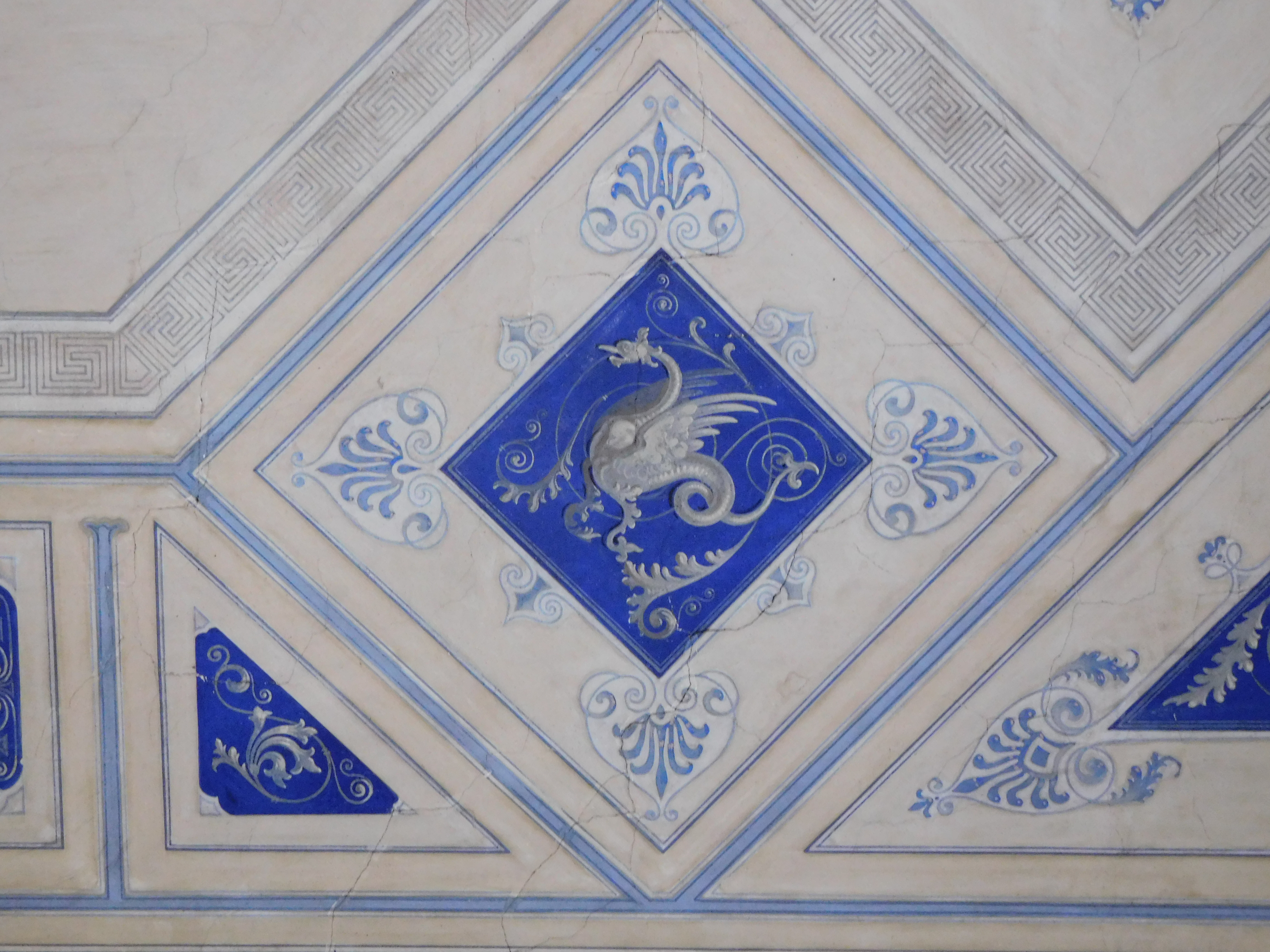
Stropní výzdoba
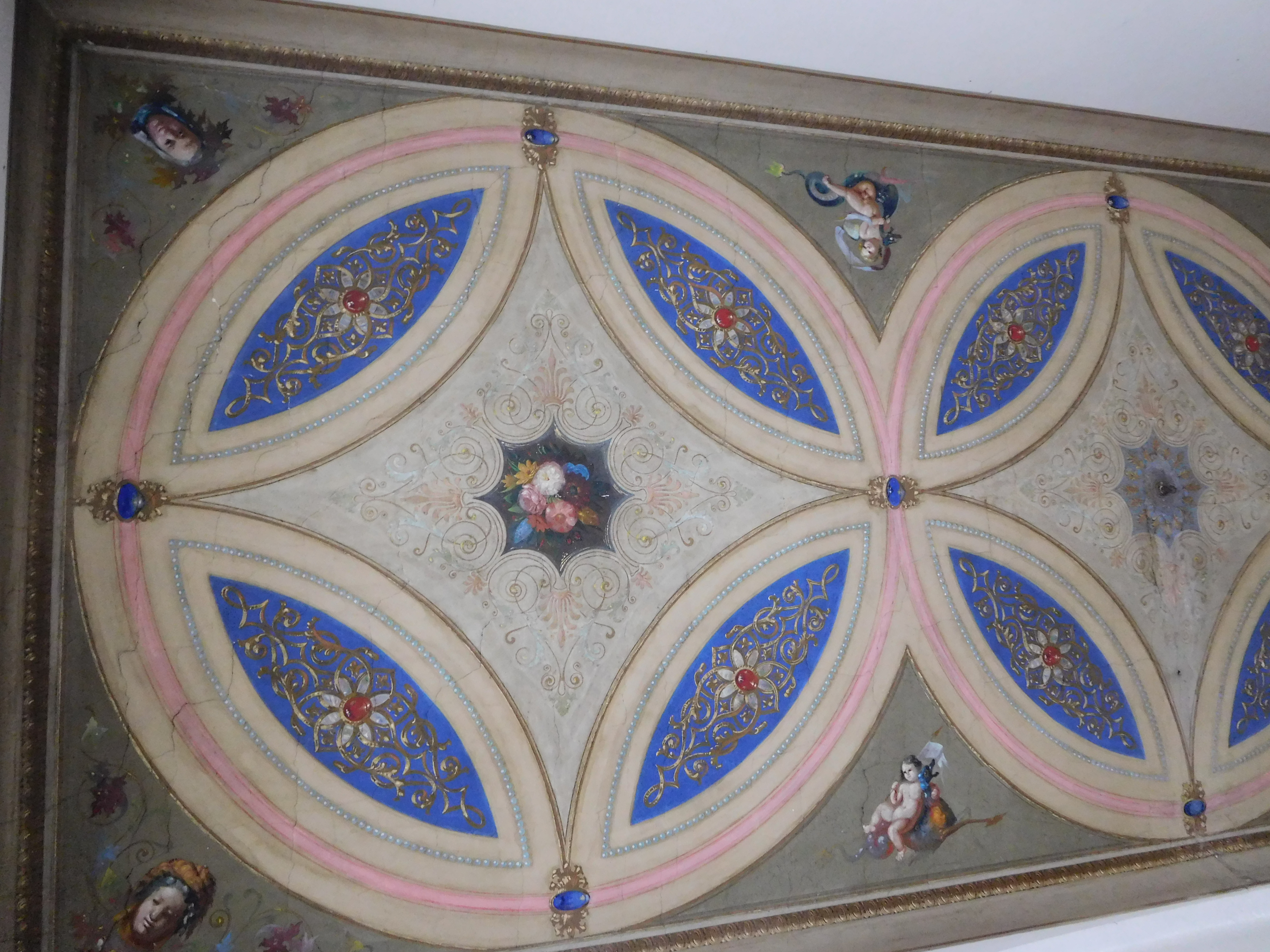
Stropní výzdoba
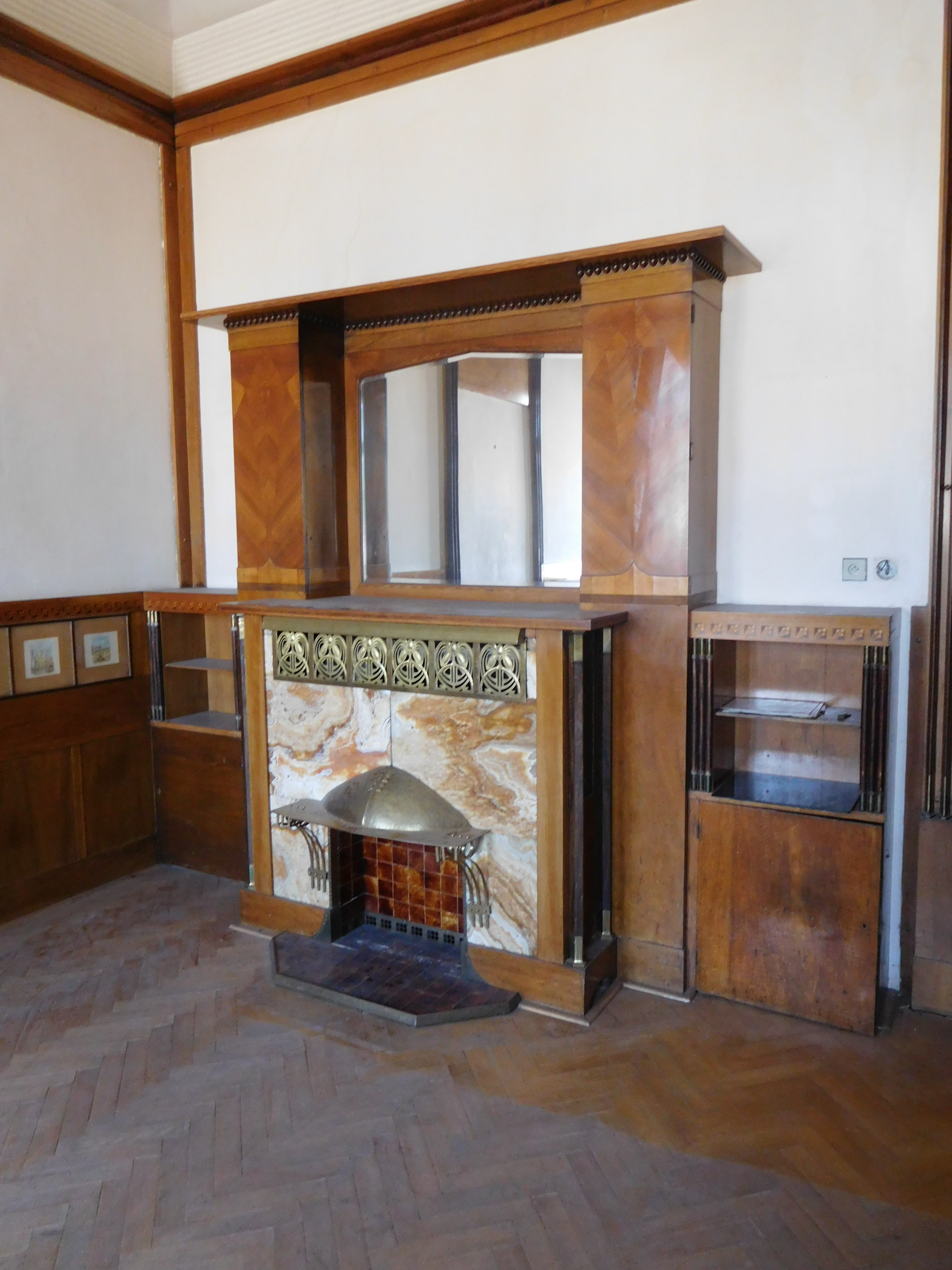
Ozdobný krb
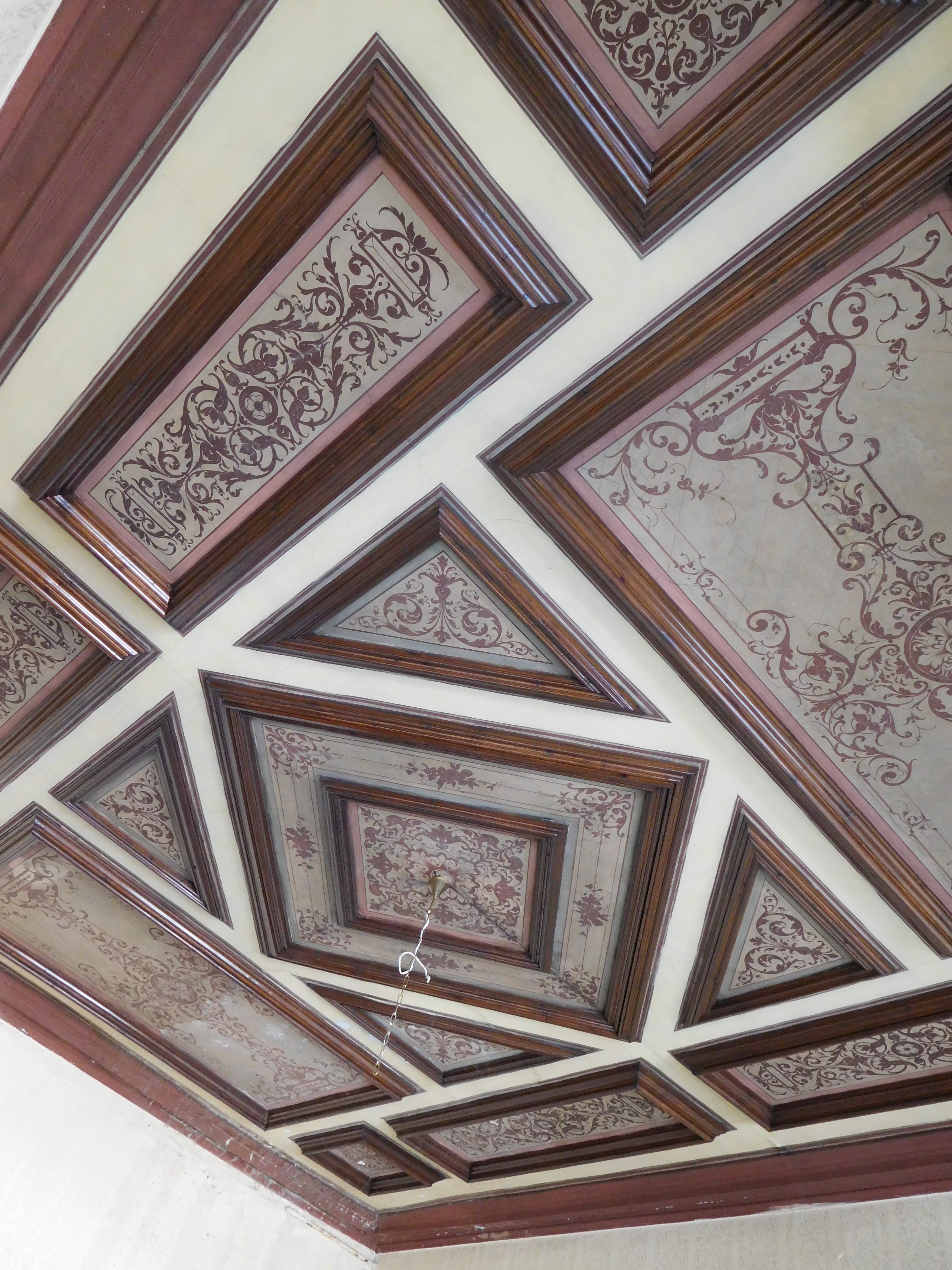
Stropní výzdoba
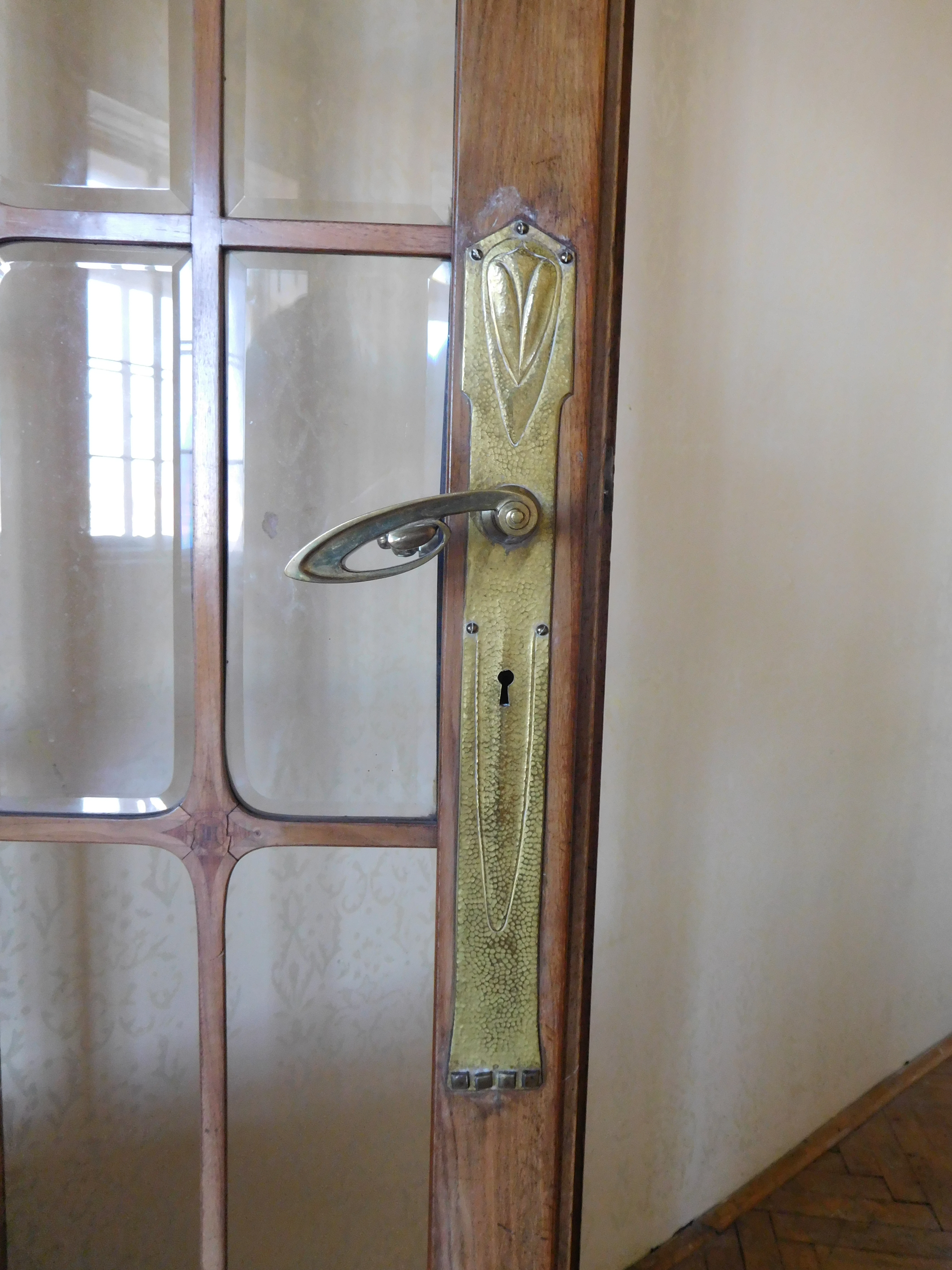
Dveře s ozdobnou klikou
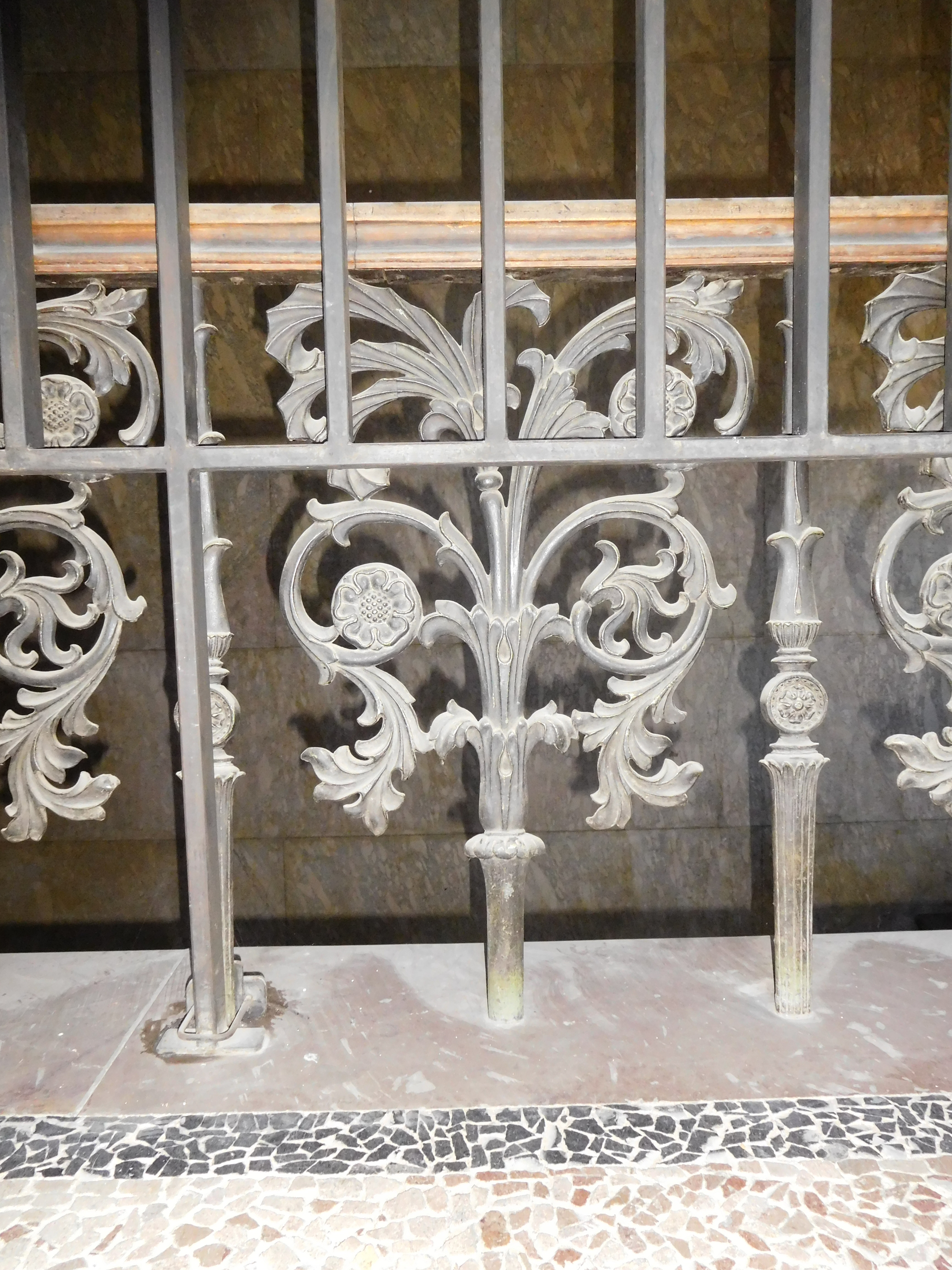
Zábradlí nad hlavním schodištěm
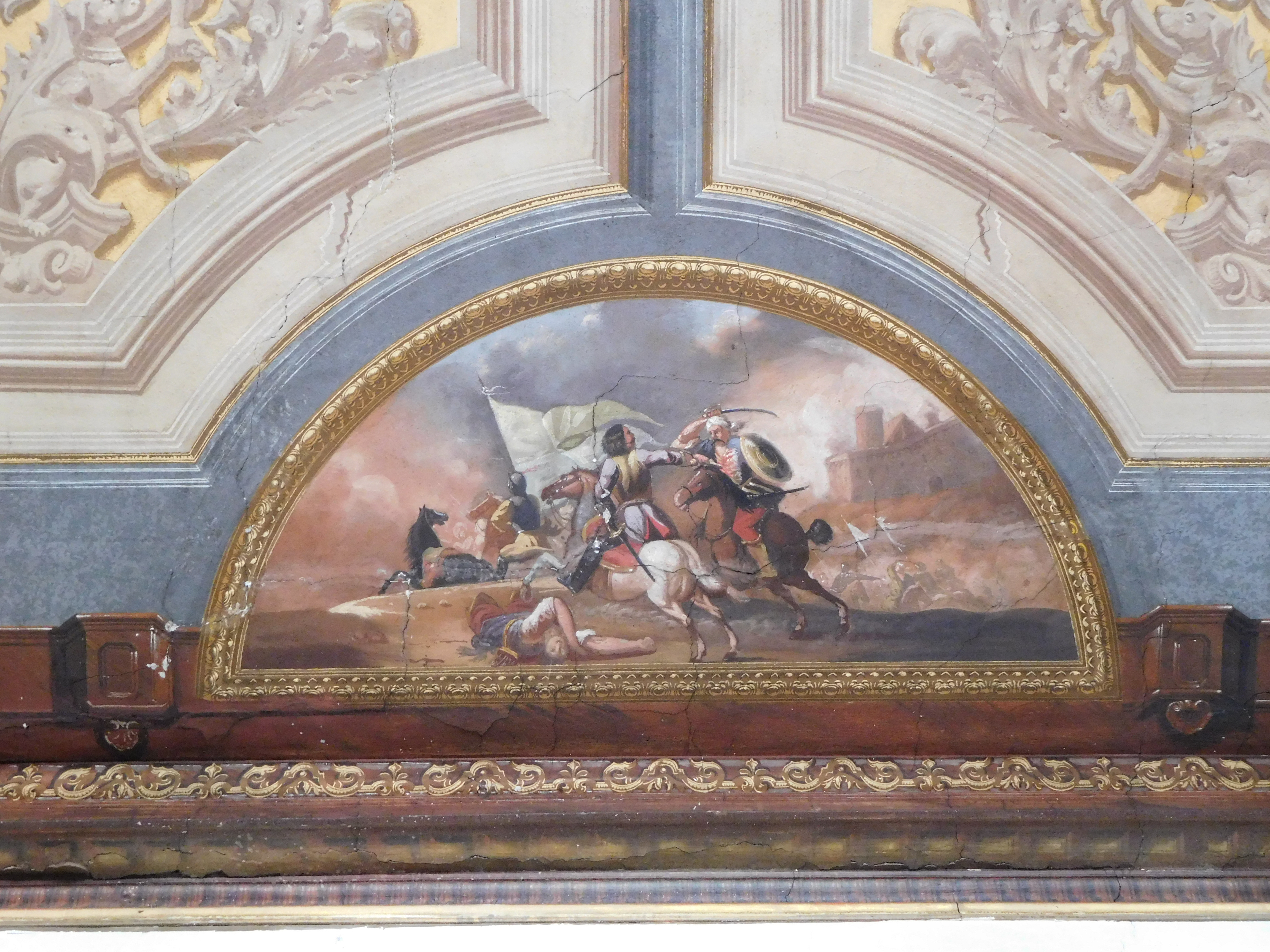
Stropní výzdoba
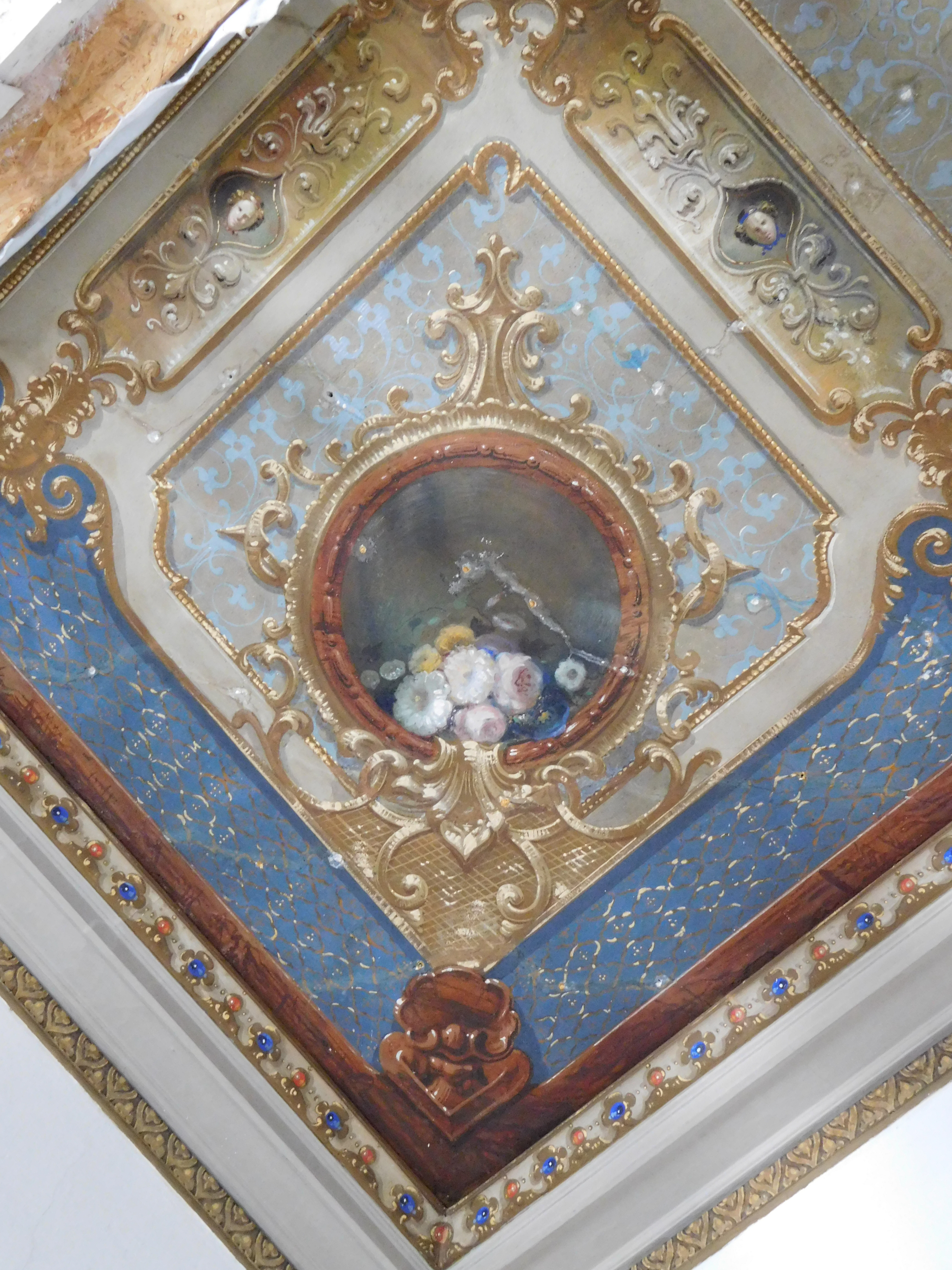
Stropní výzdoba